# Hans Joachim von Busse
Hans Joachim Busso von Busse (* 27. Dezember 1896 in Bromberg, Provinz Posen; † 7. Mai 1946 in Erfurt) war ein deutscher Verwaltungsjurist und Ministerialbeamter.

## Familie
Hans Joachim stammte aus einer briefadeligen Familie, die am 21. April 1859 zu Berlin in den preußischen Adelsstand nobilitiert wurde. Seine Eltern waren der Regierungs- und Baurat Busso von Busse (1856–1912) und Gabriele von Heyer (* 1875), Tochter des Juristen Gustav von Heyer. Am 27. April 1928 heiratete er in Stroelitz, Kr. Greifenberg Luise von Oppell (* 24. Juli 1908 in Potsdam). Das Paar hatte folgende Kinder:
- Hans-Busso (1930–2009)
- Bernhard Otto Wolfgang (* 1932)
- Heidi Marie Luise (* 1939)
- Edeltraut Anne-Marie Gabriele (* 1941)

## Leben
Von Busse studierte Rechtswissenschaft an der Georg-August-Universität Göttingen. Mit Karl von Rumohr wurde er 1919 im Corps Bremensia aktiv. Die Julius-Maximilians-Universität Würzburg promovierte ihn zum Dr. iur. et rer. pol. Er trat in die Verwaltung des Freistaats Preußen und wurde Regierungsrat in Oppeln. Als Nachfolger von Waldemar Breyer war er 1932/33 Landrat im Landkreis Rummelsburg i. Pom. Während des Zweiten Weltkriegs war er Ministerialrat beim Reichskommissar für die Preisbildung. Er starb mit 49 Jahren in Erfurt in der Sowjetischen Besatzungszone.